# Daria Ustinova
Pour les articles homonymes, voir Ustinova.
Daria Konstantinovna Ustinova (Устинова Дарья Константиновна), née le 29 août 1998 à Sverdlovsk, est une nageuse russe, spécialiste du dos. Elle est suspendue des jeux olympiques de Rio en 2016 pour dopage. 

## Palmarès

### Championnats du monde
- Championnats du monde 2013 à Barcelone ( Espagne) :
  -  Médaille de bronze en relais 4 × 100 m 4 nages

- Championnats du monde juniors 2013 à Dubaï ( Émirats arabes unis) :
  -  Médaille d'or sur 100 m dos
  -  Médaille d'or sur 4 × 100 m libre
  -  Médaille d'or sur 4 × 100 m 4 nages
  -  Médaille d'or sur 4 × 100 m 4 nages mixte
  -  Médaille d'argent sur 50 m dos
  -  Médaille de bronze sur 200 m dos

### Championnats d'Europe
Grand bassin
- Championnats d'Europe 2014 à Berlin ( Allemagne) :
  -  Médaille de bronze sur 200 m dos

- Championnats d'Europe juniors 2013 à Poznań ( Pologne) :
  -  Médaille d'or sur 50 m dos
  -  Médaille d'or sur 100 m dos
  -  Médaille d'or sur 4 × 100 m libre
  -  Médaille d'or sur 4 × 100 m 4 nages

Petit bassin
- Championnats d'Europe 2013 à Herning ( Danemark) :
  -  Médaille d'or en relais 4 × 50 m 4 nages
- Championnats d'Europe 2015 à Netanya ( Israël) :
  -  Médaille d'argent sur 200 m dos